# What’s My Name? (singel DMX-a)
What’s My Name – singel amerykańskiego rapera DMX-a wydany 30 listopada 1999 roku. Promuje jego najlepiej sprzedający się album "...And Then There Was X".
Podkład What’s My Name został skomponowany przez Selfa i Irva Gottiego. Do utworu powstał klip, na którym gościnnie wystąpił Jay-Z oraz członkowie grupy Ruff Ryders, Swizz Beatz, Styles P i Drag-On.

## Lista utworów
1. "What’s My Name" (Clean)
2. "What’s My Name" (Dirty)
3. "What’s My Name" (Instrumental)
4. "What’s My Name" (Acapella)

## Notowania
| Lista             | Miejsce |
| ----------------- | ------- |
| Billboard Hot 100 | 67      |
| Hot Rap Singles   | 13      |
| Rhytmic Top 40    | 33      |